# Docétaxel
Le docétaxel, substance active aux propriétés anticancéreuses, est un alcaloïde obtenu par hémisynthèse à partir d'une molécule extraite des  feuilles de l'if européen (Taxus baccata).

## Histoire
Une équipe américaine avait démontré dans les années 1990 les propriétés anticancéreuses d’un diterpène extrait de l’écorce de l’if du Pacifique (Taxus brevifolia), le paclitaxel commercialisé sous la marque Taxol, mais il fallait abattre l'arbre pour en retirer l’écorce.
Le docétaxel est un diterpène obtenu par hémisynthèse en 1989 à partir d'une molécule extraite des feuilles de l'if européen (Taxus baccata) à l'Institut de chimie des substances naturelles de Gif-sur-Yvette, alors dirigé par Pierre Potier, à qui sera décerné la médaille d'or du CNRS en 1998. Le médicament produit à partir des feuilles est nommé Taxotère en 1988 et mis sur le marché en 1995 par Rhône-Poulenc Rorer. Il est aujourd’hui commercialisé par Sanofi.
Le suffixe du nom du produit a été choisi pour rappeler l’importance d'un groupement tert-butyle qui différencie le Taxotère du Taxol, et le rend plus actif.
À partir de 1999, les royalties perçues sur les ventes de ce médicament ont rapporté environ 50 millions d'euros par an au CNRS,, soit 1,5 % de son budget de 3,5 milliards, et 85 % du total de l'ensemble des revenus de ses licences,. Le brevet a expiré en 2011, privant le CNRS de cette ressource complémentaire.

## Principe d'action
Le docétaxel est un analogue du paclitaxel, de structure voisine mais avec une activité doublée. Il en diffère surtout par sa toxicité et son efficacité antitumorale. Comme lui, il stabilise les microtubules en inhibant leur dépolymérisation par liaison stable à la tubuline et entraîne un blocage de la mitose. Il est utilisé à la dose de 100 mg/m2 toutes les trois semaines par voie intra-veineuse, en perfusion d’une heure.
Il existe une toxicité pour la moëlle osseuse (baisse des leucocytes et des thrombocytes) avec de possibles réactions d’hypersensibilité. On peut également constater des œdèmes et épanchements par rétention d'eau et des troubles neurologiques. Il est efficace pour d'assez nombreuses tumeurs. Il a surtout été employé à ses débuts pour traiter les cancers du sein métastatiques ou non, résistants aux anthracyclines ou en rechute, puis plus tard dans les cancers du poumon et de la prostate.

## Formes commerciales
Il est commercialisé sous le nom de Taxotère en Belgique, France et Suisse, ainsi qu'au Canada. En Belgique et France, il est réservé au seul usage hospitalier. 

## Controverse
Le 15 février 2017, après une révélation du Figaro, l'Agence nationale de sécurité du médicament et des produits de santé (ANSM) annonce que six cas d'entérocolites mortelles lui ont été signalés chez des patientes traitées par l'un des génériques du docétaxel (fabriqué par le laboratoire indien Accord) pour un cancer du sein,,. Le docétaxel fait partie d'un groupe générique contenant deux médicaments seulement (le princeps et son générique), mais cette molécule se retrouve dans seize spécialités commercialisées en France. Une recommandation à titre de précaution est alors émise par l'ANSM de ne pas utiliser le docétaxel dans le traitement des cancers du sein localisés, opérables, et de le substituer par le paclitaxel en attendant les conclusions de l'enquête sanitaire. Cette recommandation est levée le 5 juillet 2017  par l'ANSM et l'Institut national du cancer (INCa) qui déclarent que les investigations « ne montrent pas d’augmentation de la fréquence des effets indésirables graves et des décès liés à cette molécule ».

## Divers
Le docétaxel fait partie de la liste des médicaments essentiels de l'Organisation mondiale de la santé (liste mise à jour en avril 2013).